# Mariane Vicentini
Mariane Vicentini (São José dos Campos, 1 de junho de 1962) é uma atriz brasileira que ocupou o posto de primeira-dama do Distrito Federal durante o mandato de seu então marido, o ex-governador José Roberto Arruda.
Criada em Brasília, Mariane integrou a primeira turma de formandos da Faculdade Dulcina de Moraes, na área de artes cênicas. Atuou em telenovelas da TV Globo, como O Mapa da Mina e Explode Coração. 
Em 2009, filiou-se ao Partido Social Cristão (PSC).

## Filmografia

### Televisão
| Ano  | Título               | Personagen                            | Notas |
| ---- | -------------------- | ------------------------------------- | ----- |
| 1995 | Explode Coração      | Valéria                               |       |
| 1994 | Incidente em Antares | Matilde                               |       |
| 1993 | O Mapa da Mina       | Cibele Prado                          |       |
| 1992 | Perigosas Peruas     | enfermeira de Dom Franco Torremolinos |       |
| 1991 | Floradas na Serra    | Valquiria Melo                        |       |

### Cinema
| Ano  | Título                   | Personagen | Notas |
| ---- | ------------------------ | ---------- | ----- |
| 1994 | A Terceira Margem do Rio | Rosário    |       |
| 1999 | No Coração dos Deuses    |            |       |
| 1999 | O Tronco                 | Lina       |       |